# Nas Daily
Nuseir Yassin (tiếng Ả Rập: نصير ياسين , tiếng Hebrew: נוסייר יאסין); sinh ngày 9 tháng 2 năm 1992,  là một blogger  người Israel gốc Palestine. Anh đã tạo ra 1.000 video và mỗi video có thời lượng 1 phút tại trang Nas Daily trên Facebook và Youtube.

## Tiểu sử

### Thời trẻ và sự nghiệp
Anh sinh ra ở Arraba, trong một gia đình Hồi giáo-Ả Rập gốc Palestine. Anh cũng đã tự mô tả mình là một người Israel gốc Palestine. Anh là con thứ hai trong gia đình gồm bốn người con, có mẹ là giáo viên và bố là chuyên gia tâm lý học. Ngoài tiếng Ả Rập mẹ đẻ ra, anh còn có thể nói tiếng Anh và một ít tiếng Hebrew. Mặc dù được sinh ra và lớn lên trong một gia đình Hồi giáo, Nas đã ngừng theo Hồi giáo.
Anh nộp đơn vào Đại học Harvard năm 19 tuổi, vào ngành kỹ sư hàng không vũ trụ. Trong đơn nộp học của mình, anh viết 1 bài luận rất chi tiết nói về những khó khăn trong hành trình đạt được mơ ước của mình dù xuất thân là từ 1 gia đình Ả Rập sinh ra và lớn lên ở Israel. Điều đó đã giúp anh nhận được học bổng từ Harvard. Theo lời kể của chính Nas, từ thuở nhỏ anh mong ước được học ở Đại học Harvard, tuy nhiên nhiều người đã nói rằng "Harvard chỉ giành cho thần đồng" hay "Harvard rất đắt" nhưng anh đã bỏ ngoài tai những điều đó và tìm trên Google cách để đạt được học bổng của Harvard. Anh đã tốt nghiệp chuyên ngành kinh tế (2014) và chuyên ngành khoa học máy tính. Trong thời gian học, Nas đã đồng sáng lập một dịch vụ đăng ký thiện nguyện xã hội và một công cụ tìm kiếm trên mạng xã hội.
Tháng 9 năm 2014, anh trở thành nhà phát triển phần mềm cho Venmo, một dịch vụ thanh toán di động thuộc sở hữu của PayPal.

### Nas Daily
Năm 2016, vì muốn thực hiện chuyến hành trình khám phá thế giới của mình nên anh đã xin nghỉ việc tại Venmo, cùng với ý định quay lại video ghi lại các chuyến hành trình của mình. Yassin tạo ra  một trang Facebook đặt tên Nas Daily ("Nas" có nghĩa là "mọi người" trong tiếng Ả Rập), nơi anh sẽ tạo một video mỗi ngày trong suốt 1.000 ngày.  Sau khi gặp CEO của  Facebook Mark Zuckerberg vào đầu năm 2018, trang Nas Daily đã được nâng cấp thành một "chương trình", và đến tháng 9 năm 2018, trang của anh đã có hơn 8 triệu người theo dõi. Đến tháng 11 cùng năm, nó đã tăng lên hơn 10 triệu.
Tất cả các video có thời lượng một phút đều được đăng lên Facebook. Năm 2017, Yassin nói rằng anh không đăng video lên YouTube vì anh không thích quảng cáo và muốn làm những trải nghiệm gần gũi hơn với người xem. Năm 2019, anh bắt đầu đăng các video cũ của mình trên kênh YouTube chính thức là Nas Daily Official. Các video được quay bằng Máy ảnh phản xạ ống kính đơn có micrô đính kèm; sau đó, chúng được chỉnh sửa trước khi đăng vào ngày hôm sau. Trung bình, mỗi video mất khoảng sáu giờ quay và ba giờ chỉnh sửa. Chủ đề của các video dựa trên các gợi ý của những người theo dõi trên Facebook. Chúng đều kết thúc với khẩu hiệu: "That's 1 minute, see you tomorrow!" (Dịch ra là "Đó là một phút của ngày hôm nay. Hẹn gặp lại các bạn vào ngày mai!" )
Các cộng tác viên của Yassin bao gồm bạn gái Alyne Tamir - một nhà sản xuất video người Mỹ gốc Israel  và Agon Hare - một blogger và nhạc sĩ người Ba Lan, người sở hữu kênh Youtube Project Nightfall Ngoài những cộng sự kể trên, những thành viên trong công ty của Nas cũng tham gia vào những video của Nas Daily. Ngoài ra, Nas cũng từng hợp tác với Dhar Mann, National Geographic,....
Đối với những người xem đến từ những đất nước không nói tiếng Anh, phụ đề được bổ sung thêm bằng nhiều ngôn ngữ khác nhau như tiếng Hindi, tiếng Trung và tiếng Ả Rập. Hiện tại, anh cũng có các kênh Youtube và Facebook dành cho người xem đến từ các nước

### Sau Nas Daily
Yassin đã kết thúc hành trình 1000 video vào ngày 5 tháng 1 năm 2019. Vẫn như mọi khi, anh kết thúc video cuối cùng với khẩu hiệu: "Đó là một phút của ngày hôm nay. Hẹn gặp lại các bạn vào ngày mai". Ngày 1 tháng 2 năm 2019, mỗi tuần thì anh sẽ tạo một video và cứ như vậy trong suốt 100 tuần dự kiến cho đến đầu năm 2021.
Trước đây Nas sống ở Singapore và mở một văn phòng cho công ty Nas Studio với mong muốn trở thành một phần trong sự phát triển của Châu Á nhưng hiện nay, anh đang sống ở Dubai, UAE và đồng thời mở thêm một cơ sở mới ở đây cho công ty tên Nas Studio của chính anh. Cuốn sách của anh: Vòng quanh thế giới trong 60 giây: Hành trình hàng ngày của Nas, được phát hành vào ngày 5 tháng 11 năm 2019 và hiện được bán ở trên Amazon.
Năm 2020, Nas thành lập Học viện Nas (tên gốc là Nas Academy) - một trường dạy học online chuyên đào tạo cho những người sáng tạo video và Nas Studios - một studio sản xuất video - studio chuyên giúp các công ty tạo và edit video hoặc series của họ, đồng thời cũng chuyên dịch và lồng tiếng các video. Đồng thời, anh cũng phát hành một loạt podcast độc quyền trên Spotify.  Hiện tại, Nas Daily vẫn đang tiếp tục đăng video trên Youtube và Facebook.